# Visitación Padilla
Visitación Padilla Irías (Talanga, Francisco Morazán, 2 de juliol de 1882 - 12 de febrer de 1960, Comayagüela, Hondures), fou mestra d'educació i activista feminista.
Padilla va organitzar les associacions mutualistes d'Hondures, va impulsar les lligues antialcohòliques i va ser fervent organitzadora pels drets de la dona hondurenya.

## Biografia
Visitación Padilla va nàixer en el Caserío de Ojo de Agua del municipi de Talanga, jurisdicció del Departament de Francisco Morazán, a Hondures Els seus pares van ser Hilario Padilla i Guadalupe "Lupe" Irías. Es va traslladar a la capital Tegucigalpa, on va obtenir el seu títol de mestra d'educació primària el 1909. Tot seguit el 1913 va formar part de la fundació del "Ateneo de Honduras" juntament amb els homes de lletres Rafael Heliodoro Valle i Froilán Turcios, i es van fer conèixer les seves qualitats organitzatives. El 1917 va ser fundadora del diari Juan Rafael Mora a la ciutat de Tegucigalpa i d'inclinació liberal.
En la guerra civil de 1924, Padilla escriu en el Butlletí de la Defensa Nacional. En aquest mateix any funda la "Sociedad Cultural Femenina", en la qual lidera un bon grup de dones de la societat de Tegucigalpa. La mencionada agrupació l'any 1926 rep del govern del doctor Miguel Paz Barahona, via decret, el «dia de la mare».
Padilla es jubila del magisteri el 1929. L'any següent (1930) va ser invitada a la commemoració de la fundació del Diari oficial La Gazeta i el 1934 forma el grup "Zelaya Sierra" en commemoració pòstuma de l'artista hondureny Pablo Zelaya Sierra. Una vegada escampat el rumor que el dictador i general Tiburcio Carias Andino deixaria l'administració dictatorial que regia des de 1936, Padilla es va manifestar en les pàgines dels diaris Orientación i el Ciudadano un any més tard. Carias Andino es va retirar del govern, com ho havia manifestat i va permetre que es duguessin a terme eleccions generals que foren guanyades pel doctor Juan Manuel Gálvez.
Un acte solemne es va fer el 25 de gener de 1954, quan el president de torn, Julio Lozano Díaz, reconeix els drets de la dona i permet el vot femení per primera vegada a la república d'Hondures. Padilla, incasable activista, hi va ser present.

## Obres publicades
A més a més de ser columnista del diari El Nacional, va escriure el llibre de lectura infantil Azucenas i l'assaig Pasatiempos e Historias de la Educación Pública Hondureña.

## Reconeixements pòstums
- La seva imatge apareix en el segell postal de Lps 0.02.[3]
- Movimiento de Mujeres por la Paz «Visitación Padilla».
- Declarat el 2010, com «Año de Visitación Padilla».